# Michał Sokołowski (koszykarz)
Michał Anioł Sokołowski (ur. 11 grudnia 1992 w Warszawie) – polski koszykarz mogący grać na pozycjach rzucającego obrońcy i niskiego skrzydłowego, reprezentant kraju, od 2023 r. zawodnik Gevi Napoli Basket.

## Przebieg kariery
Wychowanek MKS MOS Pruszków. W najwyższej klasie rozgrywkowej w Polsce zadebiutował w sezonie 2011/12 w barwach Anwilu Włocławek. W latach 2014–2018 był graczem Rosy Radom. 17 lipca 2018 został zawodnikiem Stelmetu Enei BC Zielona Góra. 26 lipca 2019 ponownie podpisał kontrakt z Anwilem Włocławek. 24 sierpnia 2020 zawarł umowę z Legią Warszawa. 16 października 2020 przeszedł do włoskiego Universo Treviso Basket. 20 maja 2021 podpisał kontrakt z izraelskim Hapoelem Holon. 15 czerwca 2021 po raz drugi został graczem klubu z Treviso. W styczniu 2023 r. przeniósł się do Beşiktaşu Stambuł, a w lipcu 2023 r. podpisał kontrakt z GeVi Napoli Basket.
W seniorskiej reprezentacji Polski zadebiutował 1 sierpnia 2015 w towarzyskim meczu z Czechami. Wcześniej występował także w reprezentacjach Polski do lat 18 i 20. W ich barwach brał udział w mistrzostwach Europy w tych kategoriach wiekowych − dwukrotnie do lat 18 (2009 − dywizja B i 2010 − dywizja A) i dwukrotnie do lat 20 (2011 i 2012 − w obu przypadkach dywizja B).

## Osiągnięcia
Stan na 2 września 2022

### Drużynowe
- Wicemistrz Polski (2016)[11]
- Brązowy medalista mistrzostw Polski (2020)
- Zdobywca:
  - Pucharu Polski (2016[12], 2020[13])
  - Superpucharu Polski (2016[14], 2019[15])
- Finalista:
  - Superpucharu Polski (2015)[16]
  - Pucharu Polski (2015)

### Indywidualne
- Najlepszy:
  - obrońca PLK (2016, 2017)[17][18]
  - polski zawodnik PLK (2017 według dziennikarzy[19], 2018 oficjalny[20], 2019 oficjalny[21])
- Laureat nagrody Największy Postęp PLK (2014)[22]
- Zaliczony do:
  - I składu PLK (oficjalnego – 2017[23], 2018[20], 2019[21])
  - I składu:
    - PLK (2016 przez dziennikarzy)[24]
    - kolejki EBL (4, 5 - 2020/2021)[25][26]

  - II składu EBL (2018 przez dziennikarzy)[27]
- MVP:
  - miesiąca PLK (grudzień 2015, marzec, październik 2018, kwiecień 2019, wrzesień 2020)[28][29][30][31][32]
  - 12. kolejki TBL (grudzień 2015)[33]

### Reprezentacja
Seniorska
- Uczestnik mistrzostw:
  - świata (2019 – 8. miejsce[34])
  - Europy (2017 - 18 miejsce, 2022 - 4 miejsce[35])

Młodzieżowe
- Wicemistrz Europy U–18 dywizji B (2009)
- Uczestnik mistrzostw Europy:
  - U–20 dywizji B (2011 – 9. miejsce, 2012 – 5. miejsce)
  - U–18 (2010 – 6. miejsce)

## Statystyki

### W rozgrywkach krajowych
| Sezon     | Drużyna                 | M  | S5 | MPG  | FG%   | 3P%   | FT%   | RPG | APG | SPG | BPG | PPG  |
| --------- | ----------------------- | -- | -- | ---- | ----- | ----- | ----- | --- | --- | --- | --- | ---- |
| 2010/2011 | Znicz Pruszków (I liga) | 12 |    | 17,7 | 42%   | 14%   | 61%   | 4,0 | 0,8 | 1,2 | 0,0 | 6,2  |
| 2011/2012 | Anwil Włocławek (PLK)   | 17 | 0  | 4,1  | 33,3% | –%    | 37,5% | 0,8 | 0,3 | 0,1 | 0,1 | 1,1  |
| 2012/2013 | Anwil Włocławek (PLK)   | 37 | 22 | 16,5 | 42,5% | 23,3% | 70,0% | 2,9 | 0,8 | 0,6 | 0,1 | 4,2  |
| 2013/2014 | Anwil Włocławek (PLK)   | 33 | 33 | 30,3 | 49,2% | 35,7% | 70,7% | 3,8 | 2,8 | 1,2 | 0,2 | 10,0 |
| 2014/2015 | Rosa Radom (PLK)        | 39 | 39 | 28,1 | 44,7% | 37,2% | 81,1% | 4,4 | 2,3 | 1,6 | 0,2 | 9,4  |
| 2015/2016 | Rosa Radom (PLK)        | 42 | 42 | 29,5 | 46,9% | 40,6% | 80,3% | 4,5 | 2,1 | 1,2 | 0,3 | 13,2 |
| 2016/2017 | Rosa Radom (PLK)        | 35 | 35 | 31,6 | 41,6% | 32,6% | 80,3% | 5,8 | 2,9 | 1,2 | 0,1 | 12,7 |
| 2017/2018 | Rosa Radom (PLK)        | 34 | 34 | 32,1 | 48,7% | 44,4% | 79,9% | 5,6 | 3,9 | 1,2 | 0,3 | 13,8 |

### W rozgrywkach międzynarodowych
| Sezon     | Drużyna                    | M  | S5 | MPG  | FG%   | 3P%   | FT%   | RPG | APG | SPG | BPG | PPG  |
| --------- | -------------------------- | -- | -- | ---- | ----- | ----- | ----- | --- | --- | --- | --- | ---- |
| 2011/2012 | Anwil Włocławek (VTB)      | 3  | 0  | 3,4  | 50,0% | –%    | 50,0% | 0,3 | 0,7 | 0,0 | 0,0 | 1,0  |
| 2015/2016 | Rosa Radom (Europe Cup)    | 11 | 11 | 24,1 | 51,8% | 24,0% | 80,6% | 4,0 | 2,0 | 0,7 | 0,2 | 11,2 |
| 2016/2017 | Rosa Radom (Liga Mistrzów) | 14 | 14 | 30,6 | 34,4% | 29,2% | 71,1% | 6,1 | 2,4 | 0,8 | 0,5 | 10,1 |
| 2017/2018 | Rosa Radom (Liga Mistrzów) | 15 | 15 | 30,9 | 37,0% | 30,0% | 68,4% | 6,4 | 2,9 | 1,6 | 0,4 | 9,4  |